# El Sereno (Los Angeles)
El Sereno è un quartiere dell'EastSide di Los Angeles.
È il distretto più ad est della città di Los Angeles e si trova in cima alle Monterey Hills che separano il Bacino di Los Angeles dalla valle di San Gabriel.
El Sereno è circondato da Monterey Hills e South Pasadena a nord, Alhambra ad est, University Hills a sud-est, City Terrace a sud, Boyle Heights a sud-ovest, Lincoln Heights ad ovest e Montecito Heights a sord-ovest.
Le principali arterie sono Huntington Drive, Valley Boulevard, Eastern ed Alhambra Avenues e la Soto Street. Come codice di avviamento postale il quartiere adotta lo ZIP 90032.